# Thế kỷ 5
Thế kỷ 5 là khoảng thời gian tính từ thời điểm năm 401 đến hết năm 500, nghĩa là bằng 100 năm, trong lịch Gregory.